# Polyporus aurantibrunneus
Polyporus aurantibrunneus är en svampart som beskrevs av Corner 1984. Polyporus aurantibrunneus ingår i släktet Polyporus och familjen Polyporaceae.   Inga underarter finns listade i Catalogue of Life.